# Мозамбик на Светском првенству у атлетици у дворани 1993.
Мозамбик је први пут учествовао на 4. Светском првенству у атлетици у дворани 1993. одржаном у Торонту од 12. до 14. марта. Репрезентацију Мозамбика представљала је једна атлетичарка, која се такмичила у трци на 800 метара.
Мозамбик је по броју освојених медаља делио 12 место са 1 освојеном и то златном медаљом. То је била 1 златна медаља Марије Мутоле. У табели успешности према броју и пласману такмичара који су учествовали у финалним такмичењима (првих 8 такмичара) Мозамбик је са једном учесницом у финалу делио 23. место са освојених 8 бодова..
| Плас. | Земља    | 1. место | 2. место | 3. место | 4. место | 5. место | 6. место | 7. место | 8. место | Бр. финал. | Бод. |
| ----- | -------- | -------- | -------- | -------- | -------- | -------- | -------- | -------- | -------- | ---------- | ---- |
| =23   | Мозамбик | 8        | 0        | 0        | 0        | 0        | 0        | 0        | 0        | 1          | 8    |

## Учесници
Жене:
- Марија Мутола — 800 м

## Освајачи медаља

### Злато (1)
1. Марија Мутола — 800 м

## Резултати

### Жене
| Атлетичарка   | Дисциплина | Лични рекорд | Квалификације | Квалификације | Полуфинале              | Полуфинале | Финале                   | Финале | Детаљи |
| Атлетичарка   | Дисциплина | Лични рекорд | Резултат      | Место         | Резултат                | Место      | Резултат                 | Место  | Детаљи |
| ------------- | ---------- | ------------ | ------------- | ------------- | ----------------------- | ---------- | ------------------------ | ------ | ------ |
| Марија Мутола | 800 м      | 1:59,63      | 2:02,74 КВ    | 2. у гр 3     | 2:00,65 КВ, АФР, НР, ЛР | 1. у гр 1  | 1:57,55 РСП, АФР, НР, ЛР |        |        |